# Universidad Nacional Autónoma de Honduras
La Universidad Nacional Autónoma de Honduras (UNAH) es una institución autónoma, laica y estatal de la República de Honduras. Considerada por muchos la mejor universidad de esa nación, destaca por sus aportes tecnológicos y de investigación a la sociedad hondureña y extranjera. Es una institución de carácter jurídico, que goza de la potestad de organizar, gestionar y desarrollar la educación superior del país en los niveles de licenciatura, de segunda especialidad y en los grados: bachillerato, maestría y doctoral. Por mandato constitucional, contribuye a la investigación científica, humanística y tecnológica, a la difusión general de la cultura y al estudio y análisis de los problemas nacionales, con el fin de participar en la transformación de la nación. Su principal sede se ubica en la capital de Honduras, Tegucigalpa.

## Historia

### Antecedentes
El 14 de diciembre de 1845 se fundó el primer centro de estudios superiores de Honduras, "La Sociedad del Genio Emprendedor y del Buen Gusto", gracias a la iniciativa del presbítero José Trinidad Reyes, quien fungió como primer rector. A este se sumaron los estudiantes Máximo Soto, Alejandro Flores, Miguel Antonio Robelo, Yanuario Girón y Pedro Chirinos.
Dicha sociedad, que era de carácter privado, recibió protección del gobierno del país, desde el 10 de marzo de 1846, bajo el nombre de “Academia Literaria de Tegucigalpa”.

### Fundación
El 10 de marzo de 1846 el Congreso otorgó título de Academia Literaria de Tegucigalpa a la sociedad, siendo el presidente don Coronado Chávez, quien brindó apoyo a este centro educativo; luego, el 19 de septiembre de 1847, siendo presidente Juan Lindo, elevó la academia a rango de Universidad Central, ubicada en Tegucigalpa. Se impartían clases de derecho civil, filosofía, letras y teología. El primer local de la Universidad fue el convento de San Francisco. Luego se trasladó al edificio contiguo de la iglesia La Merced.
Fue así como el 19 de septiembre de 1847 (hace 176 años) se inauguró solemnemente la Universidad en ceremonia pública, encabezada por el presidente Juan Lindo, el nombrado rector José Trinidad Reyes y el obispo de Honduras Francisco de Paula Campoy y Pérez. En 1849 la sede de la Universidad fue el Convento de San Francisco situado en el actual parque Valle de Tegucigalpa, el primer graduado de esta casa de estudios fue Sinforiano Rovelo, como bachiller en filosofía.
El 2 de julio de 1850 las cámaras legislativas de Comayagua aprueban los "Estatutos de la Universidad del Estado de Honduras", al año siguiente (1851) el folleto de los estatutos, ya impreso consigna: "Tegucigalpa, Imprenta de la academia, 1851"
Después, en 1869, la sede de la Universidad pasó al edificio contiguo a la iglesia La Merced, allí permaneció hasta que fue trasladada a lo que es ahora la Ciudad Universitaria, cuya construcción había comenzado el 30 de junio de 1965.

### Autonomía
La Universidad de Honduras conquistó la autonomía universitaria el 15 de octubre de 1957, en virtud del Decreto n.º 170 emitido por la Junta Militar integrada por Roque Rodríguez, Héctor Caraccioli Moncada y Roberto Gálvez Barnes. La “Ley Orgánica de la Universidad Nacional Autónoma de Honduras” de 1957 estableció a su vez que debía asignarse a la educación superior el 6% del presupuesto del Estado. La ley estuvo vigente hasta el 11 de febrero de 2005, cuando fue sustituida por la nueva Ley aprobada por el Congreso Nacional según decreto No.209-2004.

## Oferta académica
La Universidad Nacional de Honduras es financiada por el estado, debido a esto puede ofrecer estudios de toda la universalidad del conocimiento o todas las áreas del saber, por lo que ofrece tanto carreras del campo de las humanidades, artes y deportes, así como también carreras demandadas por el sector empresarial como ingenierías, medicina, etc. De forma que los estudiantes pueden escoger las carreras de su preferencia.
Las carreras a disposición de los aspirantes a licenciaturas y especialidades se basan en la tendencia de empleo que generan los sectores productivos privados y públicos del país, por lo que la demanda de profesionales de educación superior es mucha al tener campos necesarios y esenciales para el desarrollo empresarial y económico del país.
Actualmente obtienen su grado más de 4,000 profesionales por graduación en las distintas facultades de la universidad, siendo esta, la institución de educación superior que más demanda académica genera por parte de la población estudiantil.

### Cuadro de oferta
| Facultad | Grado académico                                                  | Duración             | Campus                                                                               | Año de creación |
| --- | ---------------------------------------------------------------- | -------------------- | ------------------------------------------------------------------------------------ | --------------- |
| Facultad de Ciencias Escuela de Biología Escuela de Química y Farmacia Escuela de Microbiología Escuela de Física Escuela de Matemáticas y Ciencias de la Computación                                                          | Licenciatura en Biología                                         | 5 y medio años       | Edificio Leandro Valladares Ciudad Universitaria                                     | 1960            |
| Facultad de Ciencias Escuela de Biología Escuela de Química y Farmacia Escuela de Microbiología Escuela de Física Escuela de Matemáticas y Ciencias de la Computación                                                          | Licenciatura en Química y Farmacia Licenciatura en Microbiología | 5 años               | Edificio José Reina Valenzuela Ciudad Universitaria                                  | 1930            |
| Facultad de Ciencias Escuela de Biología Escuela de Química y Farmacia Escuela de Microbiología Escuela de Física Escuela de Matemáticas y Ciencias de la Computación                                                          | Licenciatura en Física                                           | 5 y medio años       | Edificio Leandro Valladares Ciudad Universitaria                                     | 1960            |
| Facultad de Ciencias Escuela de Biología Escuela de Química y Farmacia Escuela de Microbiología Escuela de Física Escuela de Matemáticas y Ciencias de la Computación                                                          | Licenciatura en Matemáticas                                      | 5 años               | Ciudad Universitaria, Valle de Sula                                                  | 1960            |
| Facultad de Ciencias Económicas, Administrativas y Contables Escuela de Administración de Empresas Escuela de Economía Escuela de Información Administrativa Escuela de Métodos Cuantitativos Departamento de Banca y Finanzas | Licenciatura en Administración de Empresas                       | 5 años               | Ciudad Universitaria, Valle de Sula, Litoral Atlántico, Centro, Occidente, La Paz    |                 |
| Facultad de Ciencias Económicas, Administrativas y Contables Escuela de Administración de Empresas Escuela de Economía Escuela de Información Administrativa Escuela de Métodos Cuantitativos Departamento de Banca y Finanzas | Licenciatura en Administración Aduanera                          | 4 y medio años       | Ciudad Universitaria                                                                 |                 |
| Facultad de Ciencias Económicas, Administrativas y Contables Escuela de Administración de Empresas Escuela de Economía Escuela de Información Administrativa Escuela de Métodos Cuantitativos Departamento de Banca y Finanzas | Licenciatura en Administración Pública                           | 4 años               | Ciudad Universitaria                                                                 |                 |
| Facultad de Ciencias Económicas, Administrativas y Contables Escuela de Administración de Empresas Escuela de Economía Escuela de Información Administrativa Escuela de Métodos Cuantitativos Departamento de Banca y Finanzas | Licenciatura en Informática Administrativa                       | 4 y medio años       | Ciudad Universitaria, Valle de Sula, Tecnológica de Danlí                            |                 |
| Facultad de Ciencias Espaciales Escuela de Astronomía | Maestría en Astronomía y Astrofísica                             | 2 años               | Ciudad Universitaria                                                                 | 1960            |
| Facultad de Ciencias Espaciales Escuela de Astronomía | Diplomado en Sistemas de Información Geográfica                  | 1 año                | Ciudad Universitaria                                                                 |                 |
| Facultad de Ciencias Espaciales Escuela de Astronomía | Licenciatura en Astronomía y Astrofísica                         | 4.5 Años             | CU - Observatorio Astronómico de Blvd. Suyapa                                        |                 |
| Facultad de Ciencias Jurídicas Leyes | Licenciatura en Ciencias Jurídicas y Sociales                    | 6 y medio años       | Ciudad Universitaria, Valle de Sula                                                  | 1847            |
| Facultad de Ciencias Jurídicas Leyes | Especialidad en Derecho Penal y Procesal Penal                   | 1 año                | Ciudad Universitaria                                                                 | 2002            |
| Facultad de Ciencias Jurídicas Leyes | Maestría en Ciencias Políticas y Gestión Estatal                 | 2 años               | Ciudad Universitaria                                                                 |                 |
| Facultad de Ciencias Jurídicas Leyes | Maestría en Derecho Marítimo y Gestión Portuaria                 | 2 años               | Ciudad Universitaria                                                                 |                 |
| Facultad de Ciencias Jurídicas Leyes | Maestría en Derecho Mercantil                                    | 2 años               | Ciudad Universitaria                                                                 |                 |
| Facultad de Ciencias Jurídicas Leyes | Maestría en Derechos Humanos y Desarrollo                        | 2 años               | Ciudad Universitaria                                                                 |                 |
| Facultad de Odontología | Doctor en Cirugía Dental                                         | 6 años               | Ciudad Universitaria, Valle de Sula                                                  | 1949            |
| Facultad de Odontología | Especialidad en Rehabilitación Bucal en Prótesis                 | 2 años               | Ciudad Universitaria                                                                 | 1985            |
| Facultad de Ciencias Médicas | Doctorado en Medicina y Cirugía                                  | 8 años               | Ciudad Universitaria, Valle de Sula                                                  | 1881            |
| Facultad de Ciencias Médicas | Especialidad en Anatomía Patológica                              | 3 años               | Hospital Escuela                                                                     | 1985            |
| Facultad de Ciencias Médicas | Especialidad en Anestesiología, Reanimación y Dolor              | 4 años               | Hospital Escuela                                                                     | 1997            |
| Facultad de Ciencias Médicas | Especialidad en Cirugía General                                  | 3 años               | Hospital Escuela                                                                     | 1978            |
| Facultad de Ciencias Médicas | Sub-especialidad en Cirugía Plástica y Reconstructiva            | 3 años               | Hospital Escuela                                                                     | 1995            |
| Facultad de Ciencias Médicas | Especialidad en Dermatología                                     | 3 años               | Hospital Escuela                                                                     | 1984            |
| Facultad de Ciencias Médicas | Especialidad en Ginecología y Obstetricia                        | 3 años               | Hospital Escuela                                                                     | 1975            |
| Facultad de Ciencias Médicas | Especialidad en Medicina de Rehabilitación                       | 3 años               | Hospital Escuela                                                                     | 2005            |
| Facultad de Ciencias Médicas | Especialidad en Medicina Interna                                 | 3 años               | Hospital Escuela                                                                     | 1978            |
| Facultad de Ciencias Médicas | Especialidad en Neurocirugía General                             | 5 años               | Hospital Escuela                                                                     | 1991            |
| Facultad de Ciencias Médicas | Especialidad en Neurología                                       | 4 años               | Hospital Escuela                                                                     | 1998            |
| Facultad de Ciencias Médicas | Especialidad en Oftalmología                                     | 3 años               | Hospital Escuela                                                                     | 1992            |
| Facultad de Ciencias Médicas | Especialidad en Oncología Quirúrgica                             | 4 años               | Hospital Escuela                                                                     | 2002            |
| Facultad de Ciencias Médicas | Especialidad en Ortopedia y Traumatología                        | 3 años               | Hospital Escuela                                                                     |                 |
| Facultad de Ciencias Médicas | Especialidad en Otorrinolaringología                             | 4 años               | Hospital Escuela                                                                     | 2001            |
| Facultad de Ciencias Médicas | Especialidad en Pediatría                                        | 3 años               | Hospital Escuela                                                                     | 1975            |
| Facultad de Ciencias Médicas | Sub-especialidad en Cuidados Intensivos Pediátricos              | 2 años               | Hospital Escuela                                                                     | 2007            |
| Facultad de Ciencias Médicas | Especialidad en Psiquiatría                                      | 3 años               | Hospital Escuela                                                                     | 1996            |
| Facultad de Ciencias Médicas | Licenciatura en Nutrición                                        | 5 años               | Ciudad Universitaria                                                                 | 2010            |
| Facultad de Ciencias Médicas | Licenciatura en Enfermería                                       | 5 y medio años       | Ciudad Universitaria, Valle de Sula, Litoral Atlántico, Tecnológica de Danlí, Centro | 1966            |
| Facultad de Ingeniería Escuela de Ingeniería Mecánica y Eléctrica Escuela de Ingeniería Civil Escuela de Ingeniería Química e Industrial Escuela de Ingeniería en Sistemas                                                     | Ingeniería Eléctrica                                             | 5 años               | Ciudad Universitaria, Valle de Sula                                                  | 1968            |
| Facultad de Ingeniería Escuela de Ingeniería Mecánica y Eléctrica Escuela de Ingeniería Civil Escuela de Ingeniería Química e Industrial Escuela de Ingeniería en Sistemas                                                     | Ingeniería Civil                                                 | 5 años               | Ciudad Universitaria, Valle de Sula                                                  | 1881            |
| Facultad de Ingeniería Escuela de Ingeniería Mecánica y Eléctrica Escuela de Ingeniería Civil Escuela de Ingeniería Química e Industrial Escuela de Ingeniería en Sistemas                                                     | Ingeniería en Sistemas                                           | 5 años               | Ciudad Universitaria                                                                 | 1999            |
| Facultad de Ingeniería Escuela de Ingeniería Mecánica y Eléctrica Escuela de Ingeniería Civil Escuela de Ingeniería Química e Industrial Escuela de Ingeniería en Sistemas                                                     | Ingeniería Industrial                                            | 5 años               | Ciudad Universitaria, Valle de Sula                                                  | 1968            |
| Facultad de Ingeniería Escuela de Ingeniería Mecánica y Eléctrica Escuela de Ingeniería Civil Escuela de Ingeniería Química e Industrial Escuela de Ingeniería en Sistemas                                                     | Ingeniería Mecánica                                              | 5 años               | Ciudad Universitaria, Valle de Sula                                                  | 1968            |
| Facultad de Ingeniería Escuela de Ingeniería Mecánica y Eléctrica Escuela de Ingeniería Civil Escuela de Ingeniería Química e Industrial Escuela de Ingeniería en Sistemas                                                     | Ingeniería Química                                               | 5 años               | Ciudad Universitaria                                                                 | 1968            |
| Facultad de Humanidades y Artes Escuela de Arquitectura y Diseño Escuela de Arte Escuela de Educación Física y Deportes Escuela de Filosofía Escuela de Lenguas Escuela de Letras Escuela de Pedagogía                         | Arquitectura                                                     | 6 Y medio años       | Ciudad Universitaria                                                                 |                 |
| Facultad de Humanidades y Artes Escuela de Arquitectura y Diseño Escuela de Arte Escuela de Educación Física y Deportes Escuela de Filosofía Escuela de Lenguas Escuela de Letras Escuela de Pedagogía                         | Licenciatura en Filosofía                                        | 5 años               | Ciudad Universitaria                                                                 |                 |
| Facultad de Humanidades y Artes Escuela de Arquitectura y Diseño Escuela de Arte Escuela de Educación Física y Deportes Escuela de Filosofía Escuela de Lenguas Escuela de Letras Escuela de Pedagogía                         | Licenciatura en Letras                                           | 5 años               | Ciudad Universitaria, Valle de Sula                                                  |                 |
| Facultad de Humanidades y Artes Escuela de Arquitectura y Diseño Escuela de Arte Escuela de Educación Física y Deportes Escuela de Filosofía Escuela de Lenguas Escuela de Letras Escuela de Pedagogía                         | Licenciatura en Música                                           | 5 años               | Ciudad Universitaria                                                                 |                 |
| Facultad de Humanidades y Artes Escuela de Arquitectura y Diseño Escuela de Arte Escuela de Educación Física y Deportes Escuela de Filosofía Escuela de Lenguas Escuela de Letras Escuela de Pedagogía                         | Licenciatura en Pedagogía                                        | 5 años               | Ciudad Universitaria, Valle de Sula                                                  | 1961            |
| Facultad de Ciencias Sociales Escuela de Antropología Escuela de Historia Escuela de Sociología Escuela de Psicología Escuela de Periodismo Escuela de Política                                                                | Licenciatura en Antropología                                     | 4 años               | Ciudad Universitaria                                                                 |                 |
| Facultad de Ciencias Sociales Escuela de Antropología Escuela de Historia Escuela de Sociología Escuela de Psicología Escuela de Periodismo Escuela de Política                                                                | Maestría en Demografía y Desarrollo                              | 2 Años               | Ciudad Universitaria                                                                 |                 |
| Facultad de Ciencias Sociales Escuela de Antropología Escuela de Historia Escuela de Sociología Escuela de Psicología Escuela de Periodismo Escuela de Política                                                                | Licenciatura en Desarrollo Local                                 | 4 años               | Ciudad Universitaria, Campus Copan, Campus El Paraíso, Campus Comayagua              | 2001            |
| Facultad de Ciencias Sociales Escuela de Antropología Escuela de Historia Escuela de Sociología Escuela de Psicología Escuela de Periodismo Escuela de Política                                                                | Maestría en Desarrollo Local                                     | 2 Años               | Ciudad Universitaria                                                                 |                 |
| Facultad de Ciencias Sociales Escuela de Antropología Escuela de Historia Escuela de Sociología Escuela de Psicología Escuela de Periodismo Escuela de Política                                                                | Licenciatura en Historia                                         | 4.5 Años             | Ciudad Universitaria                                                                 | 1977            |
| Facultad de Ciencias Sociales Escuela de Antropología Escuela de Historia Escuela de Sociología Escuela de Psicología Escuela de Periodismo Escuela de Política                                                                | Maestría en Historia Social y Cultural                           | 2 Años               | Ciudad Universitaria                                                                 |                 |
| Facultad de Ciencias Sociales Escuela de Antropología Escuela de Historia Escuela de Sociología Escuela de Psicología Escuela de Periodismo Escuela de Política                                                                | Licenciatura en Sociología                                       | 4 Años               | Ciudad Universitaria                                                                 |                 |
| Facultad de Ciencias Sociales Escuela de Antropología Escuela de Historia Escuela de Sociología Escuela de Psicología Escuela de Periodismo Escuela de Política                                                                | Licenciatura en Trabajo Social                                   | 4 Años               | Ciudad Universitaria                                                                 | 1973            |
| Facultad de Ciencias Sociales Escuela de Antropología Escuela de Historia Escuela de Sociología Escuela de Psicología Escuela de Periodismo Escuela de Política                                                                | Maestría en Sociología                                           | 2 Años               | Ciudad Universitaria                                                                 | 1989            |
| Facultad de Ciencias Sociales Escuela de Antropología Escuela de Historia Escuela de Sociología Escuela de Psicología Escuela de Periodismo Escuela de Política                                                                | Licenciatura en Psicología                                       | 5 Años               | Ciudad Universitaria                                                                 |                 |
| Facultad de Ciencias Sociales Escuela de Antropología Escuela de Historia Escuela de Sociología Escuela de Psicología Escuela de Periodismo Escuela de Política                                                                | Maestría en Psicología Clínica                                   | 2 Años               | Ciudad Universitaria                                                                 |                 |
| Facultad de Ciencias Sociales Escuela de Antropología Escuela de Historia Escuela de Sociología Escuela de Psicología Escuela de Periodismo Escuela de Política                                                                | Maestría en Psicología Industrial                                | 2 Años               | Ciudad Universitaria                                                                 |                 |
| Facultad de Ciencias Sociales Escuela de Antropología Escuela de Historia Escuela de Sociología Escuela de Psicología Escuela de Periodismo Escuela de Política                                                                | Maestría en Psicología Clínica                                   | 2 Años               | Ciudad Universitaria                                                                 |                 |
| Facultad de Ciencias Sociales Escuela de Antropología Escuela de Historia Escuela de Sociología Escuela de Psicología Escuela de Periodismo Escuela de Política                                                                | Maestría en Psicometría y Evaluación Educativa                   | 2 Años               | Ciudad Universitaria                                                                 |                 |
| Facultad de Ciencias Sociales Escuela de Antropología Escuela de Historia Escuela de Sociología Escuela de Psicología Escuela de Periodismo Escuela de Política                                                                | Licenciatura en Periodismo                                       | 4.5 Años             | Ciudad Universitaria                                                                 |                 |
| Facultad de Ciencias Sociales Escuela de Antropología Escuela de Historia Escuela de Sociología Escuela de Psicología Escuela de Periodismo Escuela de Política                                                                | Maestría en Estado y Políticas Públicas                          | 2 Años               | Ciudad Universitaria                                                                 |                 |
| Clases de Ciencias Políticas y Derechos Humanos | -                                                                | Ciudad Universitaria |                                                                                      |                 |

## Centros Universitarios

### Ciudad Universitaria
La Universidad Nacional Autónoma de Honduras creció y como ya contaba con un mejor presupuesto, se cambió de ubicación y comenzó a construir su primer campus en la ciudad de Tegucigalpa, el 30 de junio de 1965.
Se construyeron varios edificios en su nueva ubicación donde desde entonces tiene amplios terrenos de su propiedad otorgados por el gobierno de la república de Honduras. En total tienen un área de 1.680.000 metros cuadrados, los cuales continúan en proceso de aprovechamiento; además dispone de amplias áreas verdes y varios estacionamientos automovilísticos.
Está ubicada en la zona noroeste de la capital, entre el bulevar Suyapa y el anillo periférico; cuenta con un área muy grande, varios edificios y estacionamientos.
Edificios en la Ciudad Universitaria.
En la Ciudad Universitaria se encuentran los edificios de las facultades de Ingeniería, Ciencias Económicas, Ciencias, Odontología, Ciencias Jurídicas, Ciencias Sociales, Ciencias Espaciales, Humanidades y Arte, Química y Farmacia, Ciencias Biológicas, edificio administrativo alma mater, Auditorio Juan Lindo, Edificio 1847 (posgrados), CDIBIR, Centro de Información y Servicios Estudiantiles (CISE), Palacio de los Deportes, Biblioteca y museos universitarios.
El 19 de septiembre de 2013 se inauguró el Palacio Universitario de la Universidad Nacional Autónoma de Honduras, un moderno polideportivo con un costo de 700 millones de lempiras (35 millones US$). Durante la administración de la rectora Julieta Castellanos se edificaron nuevos accesos, que facilitan el ingreso al campus, así como la terminación de proyectos de construcción que habían quedado varados por falta de fondos.
En 2014, se inauguró el CDIBIR, con una inversión de 318 millones de lempiras, el cual cuenta con equipo tecnológico moderno para el diagnóstico de imágenes biomédicas. En este edificio también funcionan las áreas de radiotecnologías, terapia funcional e instituto de investigación en salud. Durante la pandemia se puso a disposición este centro ofreciendo más de 10,000 tomografías gratuitas valoradas en 40 millones de lempiras para detección de neumonía en pacientes.
En 2015, se finalizó la construcción del edificio administrativo alma mater, el cual cuenta con 12 niveles y distribuye las diferentes oficinas administrativas de la UNAH, las cuales antes de su construcción se encontraban distribuidas en todos los edificios del campus, sin contar con las condiciones mínimas de atención a usuarios.
Con su habilitación se recuperaron al menos 60 aulas que eran ocupadas por oficinas, centralizando la atención administrativa en un solo punto para una ágil, eficiente y organizada prestación de servicios a la comunidad universitaria y público en general.
En 2019, se inauguró la más reciente obra denominada "Edificio 1847", en alusión al año de fundación de la UNAH. En este edificio funcionan los posgrados de las ciencias sociales, humanidades y artes, ciencias económicas, administrativas y contables y otros programas de maestría. También, es la sede del Centro de Lenguas, un espacio que permitirá a la institución ofrecer programas de formación y capacitación en idiomas así como un centro de certificación de segunda lengua. En el primer nivel se cuenta con un área destinada a un comedor universitario, el cual está en proceso de habilitación gracias a un convenio con la Universidad de Salamanca, permitiendo beneficiar al menos 1000 estudiantes por hora en la adquisición de alimentos nutritivos y balanceados a precios asequibles.
En los últimos años, por falta de fondos, se han priorizado únicamente obras menores, como la impermeabilización de techos, remodelación de aulas y áreas abiertas. Se espera que con la asignación presupuestaria de 2024, permita continuar con los planes de infraestructura inicados en 2010.

### Centros Universitarios Regionales
Además de la Ciudad Universitaria (en Tegucigalpa), la Universidad Nacional Autónoma de Honduras cuenta con varios centros regionales:
- Universidad Nacional Autónoma de Honduras del Valle de Sula (UNAH-VS) antes Centro Universitario Regional del Norte (CURN). Ubicado en la ciudad de San Pedro Sula, ofrece 18 carreras.
- El Centro Universitario Regional del Litoral Atlántico (CURLA). Ubicado en la zona norte, en la ciudad de La Ceiba, Ofrece 6 carreras.
- El Centro Universitario Regional del Centro (CURC). Ubicado en la zona central, en el valle de Comayagua, tiene 23 años de funcionamiento, ofrece 7 carreras.
- El Centro Universitario Regional del Valle de Aguan (UNAH TEC-Aguán), en Olanchito, Yoro.
- El Centro Universitario Regional del Litoral Pacífico (CURLP), en Choluteca.
- El Centro Universitario Regional Nororiental (CURNO), en Olancho.
- El Centro Universitario Regional de Occidente (CUROC), ubicado en Santa Rosa de Copán.
- El Centro Universitario de la Zona Oriental (UNAH Tec Danlí), ubicado en la ciudad de Danlí, departamento de El Paraíso.

Además, adscritos a los 8 centros regionales, se cuenta con Centros de Recursos de Aprendizaje de Educación a Distancia (CRAED), siendo espacios físicos para el desarrollo de la Educación Superior, estos Centros son los encargados de la ejecución de los programas y proyectos académicos de la Modalidad a Distancia ofrecida por la Universidad Nacional Autónoma de Honduras en sus diferentes expresiones, los CRAED brindan a los estudiantes la oportunidad de acceder a estudios del nivel superior y continuar con un trabajo en forma simultánea por los horarios en los que se imparten las jornadas de clase.:
- CRAED El Paraíso
- CRAED Siguatepeque
- CRAED Tegucigalpa
- CRAED Tocoa
- CRAED Juticalpa
- CRAED El Progreso
- CRAED Choluteca
- CRAED La Entrada Copán

Además, funciona el Instituto Tecnológico Superior de Tela (ITS-Tela) en el municipio de Tela, Atlántida. Ofrece tres carreras técnicas: Alimentos y Bebidas, Microfinanzas y Desarrollo Local.

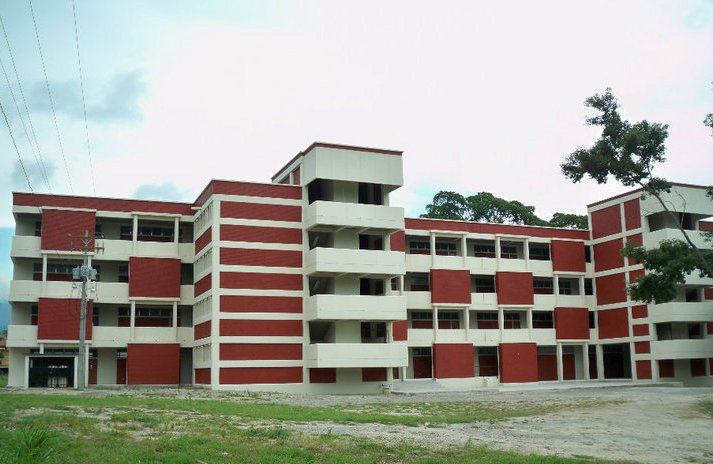
1
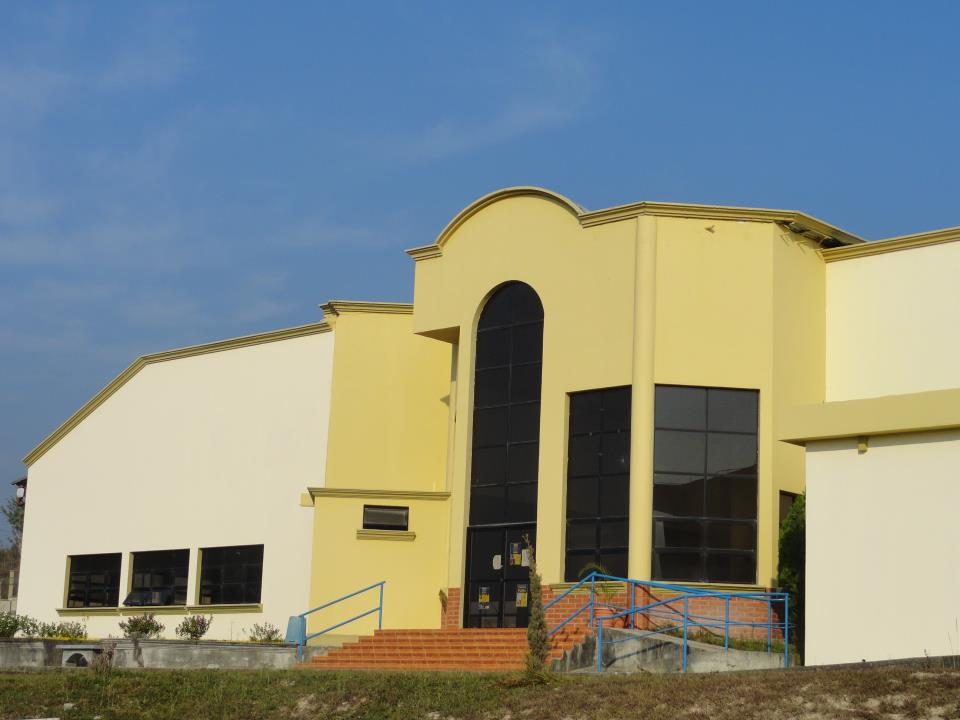
2

## Investigación, desarrollo e innovación
El presupuesto dedicado a la investigación, desarrollo e innovación en Honduras sigue siendo uno de los más bajos de Latinoamérica, y la UNAH es el mayor exponente nacional en este campo, aun cuando dedica menos de 250 millones de lempiras anuales (5 % de su presupuesto) a este campo. En 2014 ha presentado planes para el desarrollo de laboratorios en edificios de Arquitectura e Ingeniería. La UNAH todavía cuenta con un nivel de investigación bajo.

### Limitaciones de los laboratorios
En la última década la universidad ha construido edificios que superan el valor de mil millones de Lempiras y que sirven y servirán a la población estudiantil y ha creado nuevos laboratorios en algunas facultades, e incluso un Centro de Diagnóstico de Imágenes Biomédicas de Investigación y Rehabilitación (CIDIBIR) en el edificio para ciencias de la salud con equipos de resonancia magnética 3D y exámenes de ultrasonidos en 4D
Sin embargo las autoridades de la UNAH no han actualizado los edificios de laboratorios de muchas facultades que trabajan con equipos inservibles o con más de 50 años de antigüedad teniendo los maestros y estudiantes que trabajar con equipos que datan de 1950, comprados antes de la autonomía universitaria de 1957 cuando la universidad no contaba con un presupuesto y poca inversión gubernamental, estando la mayoría en desuso, ocupando espacio que podría utilizarse en el uso y equipamiento de equipos nuevo en lugar de mantener salones inutilizados ocupados por equipos obsoletos; [cita requerida]
- Laboratorios de ingeniería: Cuentan con laboratorios poco iluminados, en los que la mayoría de los equipos tienen más de 50 años de antigüedad debido a que no se han renovado y siguen siendo mantenidos y reparados por los estudiantes a pesar de estar obsoletos, saliendo a un mercado laboral aprendiendo técnicas y herramientas que ya no son de utilidad en el mercado laboral. Inexistencia de laboratorios de automatización industrial.

- Ingeniería eléctrica: Cuentan con pocas aulas de laboratorio y estas aulas son limitadas en espacio con una capacidad de únicamente 15 estudiantes, teniendo que trabajar 30 estudiantes en laboratorios con capacidad para 15 estudiantes debido a la nula inversión por parte de las autoridades a lo largo de varias décadas.

- Ingeniería en sistemas: Cuenta con únicamente dos laboratorios con 30 computadoras cada uno para una población de 2300 estudiantes.[8]

- Geología: Inexistencia de laboratorios para estudios isotópicos.

- Medicina y biología: Inexistencia de termostatizadores, secuenciadores de ADN, ni termocicladores. Carencia de laboratorios de microscopía, carencia de separadores de células o  citrómetros de flujo de imágenes. Carencia de microscopios ópticos fotónicos y confocales.

- Laboratorios de química: No cuentan con laboratorios de reactores con los que estudiar cinética química, ni con nuevas herramientas como espectrofotómetros de transformada de Fourier, espectrofotómetros de absorción atómica, espectrofotómetros de emisión sorción atómica cromatografos de gases y HPLC, espectrómetros de masa, infrarroja, resonancia magnética, espectroscopia Raman teniendo que limitar sus clases a equipos de más de cinco décadas de antigüedad y dedicándose a estudios teóricos sobre estos instrumentos y su uso. Teniendo que utilizar únicamente espectrofotómetros espectrofotómetros UV como base para todos sus asignaturas, una tecnología que data de periodos anteriores a 1950.

### Patentes
La UNAH produce alrededor de una patente al año debido a la falta de investigación en las décadas de 1990 y 2000's y que recién empieza a restaurarse con la administración de Castellanos.
En comparación, la UNAM, a la que se le otorgan 13 patentes anualmente (de 40 tramitadas), contando con la tercera parte del presupuesto de la UNAH de presupuesto (3 mil millones de US $), y cinco veces más estudiantes y profesores. Esta diferencia en producción de patentes e investigación la ha hecho ser merecedora de entrar al ranking mundial de universidades ocupando el puesto 253 de 500.
La baja producción de patentes en la UNAH se debe al estancamiento por más de medio siglo en términos de investigación, fomento de la investigación, equipamiento, baja cualificación de muchos profesores, la baja cualificación de los estudiantes debido al bajo nivel de exigencias que predominaba en la década de 1990 y 2000.[cita requerida]

### Revistas científicas de la UNAH
La UNAH cuenta con tres revistas científicas llamadas PORTAL DE LA CIENCIA, REVISTA CIENCIA Y TECNOLOGÍA REVISTA CIENCIAS ESPACIALES y REVISTA DE LAS CIENCIAS SOCIALES.

### Premios al investigador
Si bien la UNAH estuvo rezagada en el campo de investigaciones científicas ha iniciado un periodo de potenciación en esta área, ha desarrollado un sistema de premios a investigadores para incentivar esta actividad:
- Premio al Investigador con larga trayectoria.

Es el investigador que ha acumulado más de 15 años de experiencia como investigador activo.
- Premio al Investigador en Consolidación"

Es el investigador con una experiencia acreditada de 10 a 15 años como investigador activo. 
- Premio al Investigador en Formación, a nivel profesional.

Es el investigador con suficiente experiencia (5 a 10 años), expresada en ejecución de proyectos de investigación y publicaciones nacionales y/o internacionales a nivel individual y/o grupal, consecuentemente con sus años de investigador.
- Premio al Investigador en Formación, a nivel estudiantil.

Es el estudiante de grado o posgrado con poca experiencia como investigador (entre 3-5 años) pero que se ha involucrado en proyectos de investigación como asistente en alguna parte del proceso.

### Instancias del Sistema de Ciencias y Tecnología de la UNAH[16]

#### Institutos de Investigación
- Instituto de Investigación de Ciencias Aplicadas y Tecnológicas (IICAT)[17]
- Instituto de Investigación social.
- Instituto de Hondureño de Ciencias de la Tierra.[18]
- Instituto de Investigaciones en Microbiología.[19]
- Instituto de Investigación en Energía.[20]
- Instituto de Investigación Económica y Social.[21]
- Instituto de Investigación Júridica.[22]
- Instituto de Investigación en Democracía, Paz y Seguridad[23]
- Instituto en arqueoastronomía, Patrimonia Cultural y Natural.[24]

#### Centros de Innovación
- Centro de Innovación de Realidad Extendida (CIRE)[25]
- Centro de Innovación en Computo Científico (CICC)[26]

## Biblioteca de la UNAH
La Biblioteca de la Universidad Nacional Autónoma de Honduras inicia sus servicios a finales de los años sesenta del siglo XX, su primer rector fue la bibliotecaria inglesa Mary Hallam (1968 a 1972).
Cada uno de los diez centros universitarios regionales cuenta con sus propias bibliotecas, se presta libros a estudiantes universitarios con carnet de la universidad, a ciudadanos que presenten su tarjeta de identidad y también a estudiantes de escuelas y colegios. Además disponen de varios museos y bibliotecas especializadas en cada facultad.
Desde enero del 2012, y tras la presentación de la Biblioteca Centroamericana de la Biblioteca Virtual Miguel de Cervantes por SAR el Príncipe de Asturias en el Centro Cultural de España en Tegucigalpa integra conjuntamente con la Biblioteca Nacional de Honduras, la Universidad Pedagógica Nacional Francisco Morazán y la Academia Hondureña de la Lengua la Comisión Nacional de la Biblioteca Virtual de las Letras Hondureñas: «Un hito que nos llena de orgullo a todos los que habitamos en la Patria Grande de la lengua que nos une».

## Gestión Cultural

Auditorio Juan Lindo.

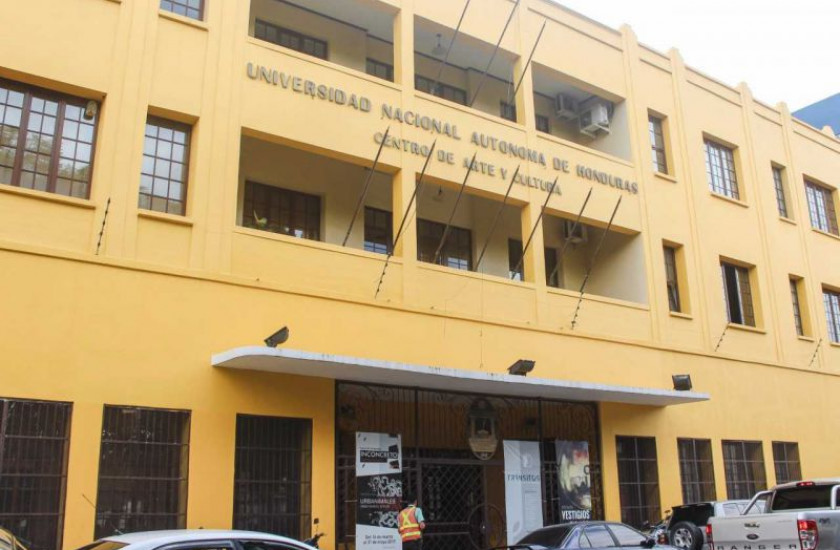
Centro de Arte y Cultura.

La UNAH cuenta con una Dirección de Cultura que cumple un rol técnico y normativo respecto a la difusión, vinculación, docencia, investigación, gestión del conocimiento y extensión del arte y la cultura en la vida universitaria. Entre sus  funciones está la coordinación de la oferta académica de la Universidad, la construcción de un Sistema de Gestión Cultural Universitario que articule y coordine la oferta cultural a través de sus espacios físicos y v mediante vínculos con las instancias nacionales e internacionales en materia cultural.
Además cuenta con el Centro de Arte y Cultura y varios teatros, entre los que destacan el teatro Padre José Trinidad Reyes y Francisco Salvador, y de espacios culturales como el paraninfo universitario.
También se cuenta con la Editorial Universitaria es la unidad encargada de difundir el conocimiento y la cultura producidos dentro y fuera de la UNAH, mediante la publicación de textos en distintos formatos, para ponerlos al alcance de la comunidad universitaria, la sociedad hondureña y la colectividad centroamericana e internacional.
La cinemateca universitaria “Enrique Ponce Garay”   creada en 2014, contribuye a la restauración, conservación y difusión del patrimonio fílmico y video hondureño y al desarrollo del cine hondureño mediante el apoyo a la formación y producción cinematográfica.

## Presupuesto
En 1957 el gobierno de Honduras dio autonomía a la UNAH bajo el decreto n.º 170 en el que se establece la asignación presupuestadria del 6 % de la república de Honduras.
Por mandato constitucional, el Estado contribuirá al sostenimiento, desarrollo y engrandecimiento de la UNAH, con una asignación privativa anual no menor del seis por ciento (6%) del Presupuesto de Ingresos Netos de la República, excluidos los préstamos y donaciones.
La UNAH está exonerada de toda clase de impuestos y contribuciones.
Para 2022, el presupuesto ascendió a L5,174,296,379.00 distribuido en Desarrollo Académico (67.8%), actividades centrales (29.8%) y Desarrollo Físico y Tecnológico (2.5%).
En los últimos años, la UNAH se ha enfrentado a una falta de asignación completa del presupuesto, que le ha permitido cubrir necesidades prioritarias así como obligaciones salariales a nivel académico y administrativo. Para 2023, por ejemplo, se mantienen al menos 20 laboratorios sin equipaciones por falta de presupuesto, considerando que toda compra debe sujetarse a lo establecido en las leyes de contratación del estado y procesos de licitación pública, que suelen durar de 6 a 18 meses.
Se espera que la asignación para 2023 y 2024 sea completa, sumando al menos 14 mil millones de lempiras anuales, lo que permitiría a la institución atender todos los proyectos estancados por falta de fondos así como invertir en nuevas obras y programas de beneficio para el sector estudiantil y la universidad en general.

### Costes de matrícula
Al igual que la gran mayoría de universidades latinoamericanas, la universidad pública de Honduras es pagada por el estado ya que el gobierno destina el 6 % del presupuesto del gobierno para pagar todos los costes de esta, dando a su vez igualdad de acceso a toda la población. El único coste de parte de los estudiantes de matrículas cada semestre es de 270 Lempiras, pagando anualmente menos de 1000 Lempiras (50 US $)
El costo casi gratuito de la UNAH atrae también a muchos hondureños nacidos en el extranjero, debido a que en algunos países el costo anual puede ser de varios miles de dólares, mientras en Honduras no sobrepasa los 50 US $ anuales ya que el estado es quien se encarga de cubrir el presupuesto de la universidad como parte de su propio presupuesto, que es cubierto a su vez por la recaudación de impuestos que pagan todos los hondureños.

### Inversión por estudiante
Si bien el costo de la matrícula es relativamente bajo (270 lempiras semestrales), no significa esto que la universidad sea prácticamente gratuita. La UNAH invierte por estudiante aproximadamente 62 mil lempiras anualmente, lo que representa en cinco años una inversión de 750 mil lempiras por estudiante.
El estado de Honduras destina el 6 % de todo el dinero recaudado de los impuestos a empresas, personas e importaciones, para ser utilizado por la Universidad Nacional Autónoma de Honduras y permitir de este modo un acceso a estudios superiores gratuito.

### Inversiones en infraestructura
La Universidad Nacional Autónoma de Honduras ha realizado entre 2010 y 2014 las siguientes inversiones en infraestructura:
- Un "Centro de Diagnóstico de Imágenes Biomédicas, Investigación y Rehabilitación" con un coste de 318 millones de Lempiras. Construida entre 2011 y 2014.[34][35]

- Complejo deportivo formado por el Palacio Universitario de la Universidad Nacional Autónoma de Honduras con un coste de 525 millones de Lempiras, y el Estadio Olímpico José Trinidad Reyes con un coste de 120 millones de Lempiras.[36]

- El edificio administrativo, alma mater, tiene un costo aproximado de 500 millones de Lempiras, y alberga gran parte de las entidades administrativas de la UNAH.[37][38]

- Medición de sus 80 manzanas de terrenos en Tegucigalpa y construcción de un muro perimetral por 22 millones de Lempiras.[39][40][35]

## Clasificaciones
En 2022 la UNAH ocupa la posición número 1201+ en la Clasificación mundial de universidades QS y en la posición 251 en la clasificación latinoamericana de universidades, ascendiendo más de 75 posiciones desde 2016 donde obtuvo la posición 701+, en 2014 sin embargo se encontraba debajo de la posición 301. Aun cuando la UNAH ha ascendido 50 posiciones anualmente, todavía le queda mucho camino por recorrer para estar a la par del resto de universidades latinamericanas o mundiales como la UNAM, que ocupa la posición número siete en la lista latinoamericana pero no aparece en el top 50 de universidades ocupando la posición 105 en el ranking mundial de universidades, mientras la UNAH se encuentra por debajo de la posición 701+. La falta de investigación, de alumnos y maestros internacionales y de maestros con postgrados afectan negativamente a la UNAH.
Así mismo, En el año 2022 El ranking de Scimago otorgó a la UNAH la posición 685 de 8000 instituciones a nivel mundial, un gran salto en las aspiraciones de la instituciones en ser una institución reconocida dentro de Centroamérica, América y el mundo. Este dato permite ingresar en el ranking mundial de Scimago. 
En el 2023 la UNAH se posicionó en los primeros lugares de universidades de Centroamérica del Ranking Scimago. Siendo esto un hito ya que esta plataforma científica mide la calidad y el impacto de la investigación partir de referencias bibliométricas suministradas por la base de datos Scopus (Elsevier).
La edición 2024 del Ranking QS posiciona a la UNAH en el puesto 1,401+ de 1,499 que entraron al ranking mundial de 2,963 universidades evaluadas a nivel mundial de un universo de 30 mil instituciones de educación superior que existen; otro dato a destacar es que la UNAH es la única institución de educación superior del país que figura a nivel mundial.

## Acreditaciones

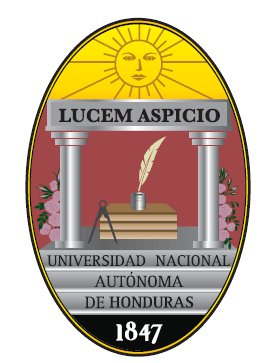
Logo oficial de la UNAH

En marzo de 2025, la Universidad Nacional Autónoma de Honduras (UNAH) alcanzó nuevamente la reacreditación institucional internacional por tres años, otorgada por el Alto Consejo de la Evaluación de la Investigación de la Educación Superior de Francia (HCÉRES), que enaltece la solidez de trabajo integral y la validez educativa que se desarrolla en la institución. 
El Alto Consejo de la Evaluación de la Investigación de la Educación Superior de (HCÉRES) de Francia y el Consejo Centroamericano de Acreditación (CCA) informaron a inicio de marzo del 2019 que la UNAH había sido acreditada con la calificación más alta que otorga este organismo: ACREDITACIÓN SIN RESERVAS POR CINCO AÑOS.
En 1999 la Carrera de Historia de la UNAH se hizo merecedora del Premio de Estudios Históricos «Rey Juan Carlos I» que otorga la cooperación cultural española en Honduras. 